# Saunders-Roe SR.A/1
Saunders-Roe SR.A/1 là một mẫu thiết kế tàu bay tiêm kích do Saunders-Roe thiết kế và chế tạo. SR.A/1 được Không quân Hoàng gia thử nghiệm ngay sau khi Chiến tranh Thế giới II kết thúc.

## Thiết kế và phát triển
SR.A/1 được lấy cảm hứng trực tiếp từ kinh nghiệm thành công (khiêm tốn) của Hải quân Đế quốc Nhật Bản với các loại thủy phi cơ tiêm kích như Nakajima A6M2-N (một phiên bản của Mitsubishi Zero) và Kawanishi N1K. Về lý thuyết, thủy phi cơ có thể hoạt động lý tưởng phù hợp với điều kiện chiến trường Thái Bình Dương, nó có thể biến bất kỳ một khu vực bờ biển tương đối yên tĩnh nào thành một căn cứ không quân trên mặt nước. Bất lợi lớn nhất của thủy phi cơ là kích cỡ của thiết bị nổi khiến hiệu năng của chúng kém hơn so với những máy bay chiến đấu khác. Saunders-Roe nhận thấy động cơ phản lực mới có thể tạo ra cơ hội khắc phục nhược điểm này của thủy phi cơ. Không cần khoảng trống cho một cánh quạt, thân máy bay có thể chìm thấp hơn trong nước và sử dụng một khung thân kiểu thuyền bay. Công ty giới thiệu với Bộ Hàng không ý tưởng của mình với tên gọi SR.44, ngay sau đó bộ đã ban hành chỉ tiêu kỹ thuật E.6/44 và ký một hợp đồng kèm theo cho 3 mẫu thử vào tháng 5/1944.
Mẫu thử đầu tiên, do Geoffrey Tyson điều khiển bay vào ngày 16/7/1947, dù mẫu thử đầu tiên và 2 người anh em của nó đã có hiệu năng và khả năng điều khiển tốt, nhưng khi chiến tranh kết thúc thì người ta cũng không nghĩ đến chúng nữa. Hơn nữa, sự thành công của tàu sân bay ở Thái Bình Dương đã chứng minh một cách hiệu quả hơn cho đề án sử dụng không quân trên đại dương. Ngoài ra, vòm kính buồng lái nhỏ và ngặng, khiến phi công có tầm nhìn hẹp. Một vấn đề cơ bản là việc sản xuất động cơ Beryl đã bị ngừng khi Metropolitan-Vickers rút khỏi việc phát triển động cơ phản lực và chỉ có một số lượng hạn chế động cơ là có sẵn để sử dụng. Đề án bị treo và mẫu thử bị đưa vào kho năm 1950, nhưng nó lại hồi sinh một thời gian ngắn vào tháng 10/1950 do Chiến tranh Triều Tiên bùng nổ, nó nhanh chóng lỗi thời so với những mẫu máy bay tiêm kích của lục quân và do không có khả năng giải quyết vấn đề động cơ nên cuối cùng đề án bị hủy bỏ, mẫu thử bay lần cuối vào tháng 6/1951.
Dù máy bay không có tên chính thức, công ty thiết kế chế tạo ra nó đặt cho nó một cái tên là 'Squirt'.
2 mẫu thử SR/A1 được trang bị với sản phẩm ghế phóng do Martin-Baker chế tạo đầu tiên.

## Quốc gia sử dụng
Anh Quốc
- Không quân Hoàng gia

## Chiếc sót lại
Mẫu thử đầu tiên có số thứ tự TG263 được phục hồi và trưng bày tại Bảo tàng hàng không Solent Sky tại Southampton. 2 chiếc còn lại (TG267 và TG271) đều bị mất trong tai nạn khi thực hiện các chuyến bay trong chương trình thử nghiệm bay kéo dài 4 năm.

## Tính năng kỹ chiến thuật
Dữ liệu lấy từ British Flying Boats 

### Đặc điểm riêng
- Tổ lái: 1
- Chiều dài: 50 ft 0 in (14.24 m)
- Sải cánh: 46 ft 0 in (14.02 m)
- Chiều cao: 16 ft 9 in (5.11 m)
- Diện tích cánh: 415 ft² (38.6 m²)
- Trọng lượng rỗng: 11,262 lb (5,108 kg)
- Trọng lượng cất cánh: 16,000 lb (7,273 kg)
- Động cơ: 2 động cơ phản lực Metropolitan-Vickers Beryl MVB.2, lực đẩy 3,850 lbf (17.2 kN) mỗi chiếc

### Hiệu suất bay
- Vận tốc cực đại: 512 mph (445 knots, 824 km/h)
- Thời gian bay liên tục: 1 giờ 48 phút
- Trần bay: 48,000 ft (14,600 m)
- Lực nâng của cánh: 38.6 lb/ft² (188 kg/m²)
- Lực đẩy/trọng lượng: 0.48

### Vũ khí
- 4 pháo Hispano Mk 5 20 mm
- 2 quả bom 1000 lb (455 kg) hoặc rocket

### Máy bay có tính năng tương đương
- Convair F2Y Sea Dart